# Vlati trave
Vlati trave (engl. Leaves of Grass), zbirka pjesama Walta Whitmana iz 1855. koja je bitno utjecala na američku i svjetsku književnost, a autora prometnula u glas autentične Amerike i njenog identiteta.
Napustivši školu s 12 godina, Whitman je do 36. godine napisao 12 pjesama koje je 4. srpnja 1855. izdao o vlastitom trošku, pod naslovom "Vlati trave". Nije naveo autora ni izdavača, a na naslovnici je reproducirao raniju gravuru sebe samoga u radničkoj odjeći i s rukom na boku. Suvremenici su zapisali da je na slici "bradat poput satira". Odmah po izlasku zbirke Ralph Waldo Emerson prepoznaje je kao „iznimni proizvod duha i umnosti“. U pjesništvo je unijela novi duh i slobodni stih. Ipak, zbog otvorenog tretmana spolnosti suvremenici je nisu prihvatili; tek će u 20. stoljeću postati svjetovna Biblija Amerike.
Drugo, prošireno i prerađeno izdanje izlazi 1856. Slijede još četiri proširena izdanja i tri reizdanja. Deveto, autorizirano izdanje izlazi 1892. Pjesme koje nisu objavljenje za Whitmanovog života dodane su 1897.
"Vlati trave" u rapsodičnom ritmu slave individualizam Amerike, demokraciju i bratstvo među ljudima. Na tragu transcendentalizma slave prožimanje čovjeka i prirode te čovjekovu muževnu snagu. Prvo izdanje sadrži glasovitu uvodnu "Pjesmu o samome sebi" (engl. Song of Myself) s oko 1300 stihova podijeljenih u 52 dulje i kraće sekcije, te "Ja pjevam električko tijelo" (engl. I Sing the Body Electric), o ljepoti ljudskog tijela, tjelesnog zdravlja i seksualnosti. U predgovoru Whitman piše da pjesnikov stil treba biti jednostavan i prirodan, lišen kompliciranog metra i rime, poput životinje ili stabla u harmoniji s prirodom.
"Pjesma o samome sebi" smatra se njegovim najvažnijim djelom. Radikalno je utjecala na američki stih, ne samo odstupanjem od tradicionalnih pjesničkih zahtjeva forme, rime i metra, nego i uvođenjem neposrednih motiva seksualnosti. U treće izdanje (1860-1861) dodane su 122 nove pjesme, među njima i ciklus Calamus koji bilježi strastvenu ljubav s muškarcem. Pjesme nastale u razdoblju građanskog rata uvrštene su u četvrto izdanje (1867). U sedmom izdanju (1881–82) pjesme su grupirane u konačni poredak.
Istaknuti prepjev zbirke na hrvatski je onaj Tina Ujevića.